# 滋賀県立北大津高等学校
滋賀県立北大津高等学校（しがけんりつきたおおつこうとうがっこう）は、滋賀県大津市仰木の里に所在する公立の高等学校。
創立は1984年（昭和59年）と県内でも比較的新しい学校である。

## 設置学科
- 普通科（普通コース・特別進学コース・国際文化コース・体育コース）

## 沿革
- 1984年4月1日 - 設立。
- 2004年8月 - 野球部が第86回全国高等学校野球選手権大会に出場。
- 2006年3月 - 野球部が第78回選抜高等学校野球大会に出場。
- 2021年4月 - 併設して北大津高等養護学校が開設される[1]。

## 生徒会活動・部活動など

### 運動部
野球、アメリカンフットボール、サッカー、アーチェリー、バレーボール、ソフトボール、陸上、テニス、バスケットボール、バドミントン、剣道、山岳

### 文化部
吹奏楽、演劇、アート、書道、茶道、文芸、家政、英語

## 著名な卒業生
- TAKUMA - ミュージシャン（10-FEET ボーカル、ギター）
- 中西健太 - プロ野球選手、福岡ソフトバンクホークス
- 石川駿 - プロ野球選手、中日ドラゴンズ所属
- 松田悠佑 - サッカー選手、MIOびわこ滋賀所属
- 則本佳樹 - プロ野球選手、東北楽天ゴールデンイーグルス所属
- 浦島貴大 - サッカー選手、ヴェルスパ大分所属

## アクセス
- JRおごと温泉駅から徒歩15分